# ACube Systems Srl
ACube Systems Srl es una empresa informática italiana fundada en 2007, tras la fusión de tres compañías (Alternative Holding Group Srl, Soft3 y Virtual Works). 
Las tres compañías llevan años dedicadas a las áreas de venta, distribución e ingeniería de hardware y software para sistemas convencionales y plataformas alternativas. Han unido sus esfuerzos en la realización de la plataforma Sam440ep. La disputa en curso sobre la propiedad de AmigaOS genera dudas sobre el lanzamiento real de AmigaOS 4 para este nuevo hardware; sin embargo, posteriormente se introdujo el soporte para Sam440ep en AmigaOS 4.1.
Desde noviembre de 2007, Acube Systems distribuye AmigaOS 4.0 para computadoras Amiga con tarjetas de CPU PowerPC en nombre de Hyperion Entertainment. También construyeron el primer rediseño de hardware de Amiga, el Minimig. En septiembre de 2011, Acube Systems presentó AmigaOne 500 basado en la placa base Sam460ex.
Los productos hardware comercializados por ACube Systems son:
- Sam440ep y Sam460ex: gama de placa base PowerPC de pequeño tamaño, soporta AmigaOS 4.1 y Linux

- AmigaOne 500: ordenador basado en la placa Sam460ex

- Minimig: clon hardware del Amiga 500 implementado sobre FPGA

- EyeMotion: tarjeta MiniPCI que incluye adaptador gráfico, chip de sonido, controlador USB y decodificador MPEG.

También es distribuidora del sistema operativo AmigaOS 4.0 y 4.1